# Alberto Dávila
Alberto Dávila (* 10. August 1954 in Mexiko) ist ein ehemaliger mexikanischer Boxer im Bantamgewicht.

## Profikarriere
Im Jahre 1973 begann Dávila seine Profikarriere. Am 26. Mai 1984 boxte er gegen Enrique Sánchez um den Weltmeistertitel des Verbandes WBC und siegte durch technischen K. o. in Runde 11. Diesen Titel verlor er allerdings bei seiner ersten Titelverteidigung im November 1986 an Miguel Lora nach Punkten.
Im Jahre 1988 beendete er seine Karriere.